# 베통기아속
베통기아속(Bettongia)은 쥐캥거루과에 속하는 유대류 속의 하나이다. 현존하는 4종으로 이루어져 있다.

## 하위 종
- 동부베통 또는 태즈메이니아베통 (Bettongia gaimardi)
- 부디 (Bettongia lesueur)
- 워일리 (Bettongia penicillata)
- 북부베통 (Bettongia tropica)
- † Bettongia moyesi - 리버슬레이에서 발견되는 마이오세 중기의 베통[2]
- † 눌라보난쟁이베퉁 (Bettongia pusilla)

## 같이 보기
- 캥거루쥐